# Præsidentvalget i USA 1792
Præsidentvalget i USA 1792 var det andet præsidentvalg i USA. Det blev afholdt fra fredag den 2. november til onsdag den 5. december 1792. Den siddende præsident George Washington blev enstemmigt (i valgmandskollegiet) valgt til en anden præsidentperiode, mens John Adams blev genvalgt som vicepræsident. Washington mødte ikke nævneværdig modstand, mens Adams blev udfordret af guvernøren i New York, George Clinton.
Datidens valgregler krævede, at hver valgmand afgav to stemmer uden at skelne mellem, hvilken stemme var til præsident og hvilken var til vicepræsident. Den kandidat, der modtog flest stemmer ville derpå blive præsident, mens kandidaten med næstflest stemmer ville blive vicepræsident. Det Demokratisk-Republikanske Parti, som havde organiseret sig i opposition til finansminister Alexander Hamiltons politik, støttede Clinton til stillingen som vicepræsident. Adams blev i mellemtiden støttet af Federalistpartiet i sit bud på endnu en periode. Ingen af parterne havde dog organiseret sig fuldt ud.
Washington modtog 132 valgmandsstemmer, en fra hver valgmand. Adams vandt genvalg som vicepræsident i det han modtog 77 valgmandsstemmer. Clinton sluttede på tredjepladsen med 50 valgmandsstemmer . To andre kandidater vandt de resterende fem valgmandsstemmer. Præsidentvalget i 1792 var det første, hvor hver af de oprindelige 13 delstater alle udpegede valgmænd, ligesom de to nyligt tilføjede delstater Kentucky og Vermont ligeledes udpegede valgmænd.

## Eksterne Links
- Presidential Election of 1792: A Resource Guide fra Library of Congress
- Election of 1792 in Counting the Votes Arkiveret d. 26. september 2019, hos  Wayback Machine